# Melikshah
Malik Shāh I ibn Qilij Arslan I, anche Melikshah o Malikshah; o Şahinşah (Lingua farsi ملكشاه; Lingua turca Melikşah; fl. XII secolo), chiamato anche Şahinşah, fu sultano del sultanato turco di Rūm dal 1107 al 1116. Apparteneva alla dinastia selgiuchide.
Prima dell'avvento di Malikshāh, il trono era rimasto vacante per tre anni, diopo la morte di Kilij Arslan I nel 1107. Malikshāh fu tenuto prigioniero a Isfahan fino al 1110, quando poté tornare in Anatolia per salire sul trono del Sultanato di Rūm.
Poco prima della sua morte fu sconfitto dall'imperatore bizantino Alessio I Comneno nella battaglia di Filomelion, dopo la quale il sultano firmò un trattato di pace con l'imperatore, nel quale egli si disse che era d'accordo con la restituzione ai Bizantini dei loro territori anatolici perduti, ma in ogni caso il trattato fu ignorato dalla deposizione di Malikshāh, dal suo accecamento e infine dal suo assassinio per ordine del fratello Mas'ud I, che gli succedette come sultano. 
La perdita di prestigio sofferta da Malikshāh dipese dalla sconfitta subita con Alessio Comneno, origine forse della sua stessa deposizione violenta.